# Сохаг (мухафаза)
Соха́г (араб. سوهاج‎, лит. араб. Сухадж) — мухафаза в Арабской Республике Египет. Административный центр — город Сохаг. Расположена в центре страны, в долине Нила, к северу от мухафазы Кена и к югу от мухафазы Асьют.

## Административное деление
Мухафаза состоит из 12 административных центров (районов), 12 городов, 3 отдельных городских округов и 51 сельской местной общины, к которым относятся 270 деревень и 1445 мелких поселений. Важнейшие центры и города мухафазы:
- Ахмим
- Эль-Бальяна
- Гирга
- Дар-эс-Салам
- Гахина
- Сакульта
- Сохаг
- Тима
- Тахта
- Эль-Марага
- Эль-Манша
- Эль-Асират

## Другие исторические места
- Абидос
- Бейт-Халлаф
- Эль-Хававиш
- Эс-Саламуни

## Сельское хозяйство
Важнейшей культурой, выращиваемой в мухафазе, является сахарный тростник, по объёмам его производства Сохаг занимает второе место в стране после мухафазы Кена.

## Известные жители, уроженцы
- Рифаа ат-Тахтави — писатель, переводчик, мыслитель
- Гамаль аль-Гитани — писатель, журналист